# ردفسیل

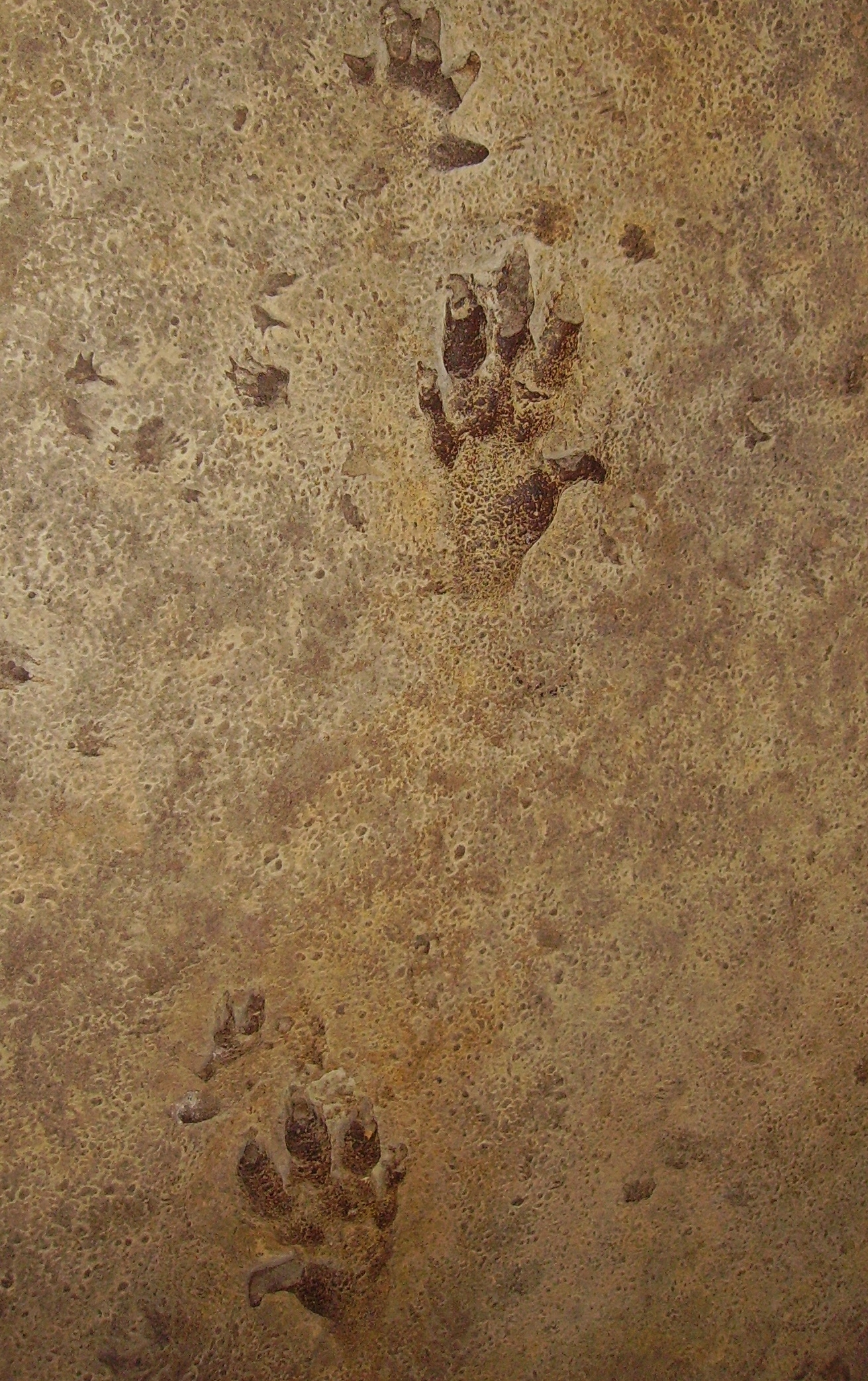
ردپای Chirotherium در ماسه‌سنگ‌های دوره تریاس

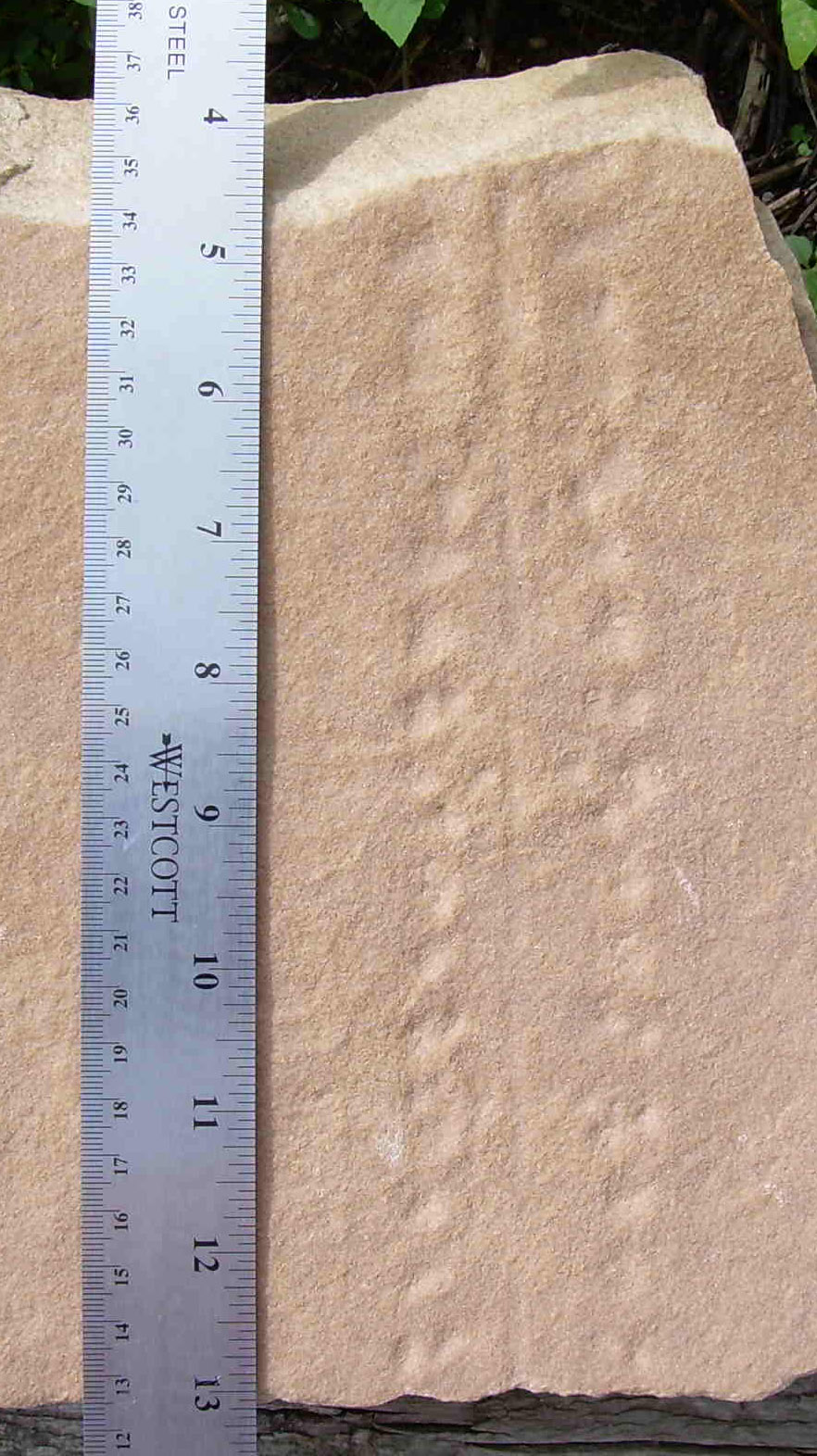
مسیر Protichnites متعلق به دوره کامبرین، در Blackberry Hill, مرکز ویسکانسین

رَدفسیل، یا رد فسیل‌شده (به انگلیسی: Trace fossil) که ایزفسیل یا رد فسیل (به انگلیسی: Ichnofossil) نیز نامیده می‌شود، اغلب یک سری گزارش‌های زمین‌شناسی تهیه‌شده از فعالیت‌های بیولوژیکی جانداران هستند.
سنگواره ردّی، بیشتر تحت تأثیر جانداران قرار می‌گیرد؛ که در اغلب موارد در سوراخ‌ها و درزهای غارمانند مدفون می‌شوند.
این اصطلاح در گذشته مفهوم گسترده‌تری داشته است که شامل باقی‌مانده‌هایی از دیگر ارگان‌های مادری بود که توسط یک ارگان تولید می‌شد. برای مثال کودهای سنگ شده یا بافت‌های بنیادی.
اثرفسیل‌ها بیشتر با بدنه‌های فسیلی برابری می‌کند؛ که از باقی‌ماندن ردهای فسیلی‌شده بخشی از ارگان‌های بدن جانداران است؛ که معمولاً آلتره شده‌اند توسط فرایندهای شیمیایی اخیر یا از طریق عملیات‌های معدنی.
ساختارهای ته‌نشینی یا رسوبی یعنی آن‌هایی که بیشتر توسط صدف‌های خالی و گرد در اعماق دریا هستند از طریق اخلاق‌های مستقیم تولید نمی‌شوند. یا ردیابی فسیل‌ها را شامل نمی‌شوند.
مطالعه این ردیابی‌ها، ردشناسی (به انگلیسی: ichnology) نامیده می‌شود که بخش‌بندی می‌شود به دیرین‌ردشناسی (paleoichonology) و نوین‌ردشناسی (neoichnology) که ردیابی نوین را مطالعه می‌کند.
آنها دانش‌هایی هستند که به شیوهٔ تغییر رفتاری آن‌ها می‌پردازند و بیشتر ما را به آن راهبر می‌شوند؛ و اخلاق سازنده آن‌ها را از روی ردیابی فسیل‌ها پی برده می‌شود. ردیابی‌ها نشان‌دهنده فرم فسیل‌ها در ته‌نشین‌های مدرن هستند.
برخی از این ساخته شده‌ها که از فسیل درست شده‌اند بسیار سخت هستند که ارزیاب بشوند با فسیل‌های مدرن تر.
گرچه آن‌ها نیز از باقی‌مانده تشکیل شده‌اند ولی دستیابی به‌آنها در گودال‌ها و کرانه‌ها و تن نشین‌ها بسیار سخت است.
برای trace fossil بهترین جای نگهداری در صخره‌های شنی است. سایز اصلی و موقعیت شکل‌گیری دو شاخصه اصلی هستند که به نگهداری و بهتر حفظ کردن آن‌ها کمک می‌کند؛ و بیشتر در شیل‌ها یا همان سنگ‌های رسی و آهکی مناسب‌ترین جا برای آن‌ها است.

## دسته‌بندی
اختصاص دادن فسیل‌ها به یک سازه یا رده خاص دشوار و حتی غیرممکن است فقط در موارد بسیار نادر است که محل تشکیل آن‌ها با سازندگانشان مطابقت می‌کند و در بعضی اوقات ارگانیسم‌های کاملاً متفاوت ممکن است آثار یکسانی داشته باشند؛ بنابراین طبقه‌بندی که متداول و قابل اجرا باشد وجود ندارد.
در بالاترین سطح طبقه‌بندی پنج حالت رفتاری شناخته شده است:
Domichnia: ساختمان‌های مسکونی منعکس‌کننده موقعیت‌های زندگی ارگانیسم‌هایی که آن‌ها را ایجاد کرده‌اند.
Fodinichnia: ساختارهای سه بعدی در سمت چپ توسط حیوانات که خورده شده‌اند در بین راه‌های رسوبی مانند
Pascichnia: آثار تغذیه توسط grazer در سطح رسوبات نرم و یک لایه معدنی
Cubichnia: آثار در حال استراحت توسط یک ارگانیسم در یک رسوب نرم
Rrpichnia: آثار سطح خزنده و خزنده.
فسیل‌ها بیشتر به جنس شکل طبقه‌بندی می‌شوند هرچند که حتی به سطح گونه نیز تقسیم می‌شوند. طبقه‌بندی براساس شکل، فرم و اخلاق آنهاست.

## اطلاعات تهیه شده توسط ichnofossils
از آن جایی که فسیل‌های یکسان را می‌توان با طیف وسیعی از موجودات مختلف پیدا کرد. فسیل‌ها می‌توانند تنها دو اطلاع با ثبات به ما بدهند: ۱) قوام رسوب در زمان رسوب ۲) سطح انرژی محیط رسوبی، همچنین تلاش برای اینکه آیا ته‌نشین دریایی است یاغیر دریایی انجام گرفته اما تقریباً غیرقابل اعتماد است.

## Paleoecology
فسیل‌ها ما را با شواهد غیرمستقیم زندگی گذشته جانوران مانند ردپاها، لانه‌ها مدفوع باقی‌مانده آن‌ها آشنا می‌کند. اما برخی فسیل‌های دیگر فقط پس از مرگ ارگانیسم‌ها را نشان می‌دهند.
فسیل‌های ردیابی شده توسط موجودات زنده تابعی از زندگی روزمره آن‌ها مانند راه رفتن، خزندگی، تغذیه .. . را نشان می‌دهن. رد پاهای Tetrapod مسیرهای پیاده‌روی کرم‌ها و لانه سازی آن‌ها توسط بندپایان را نشان می‌دهد.
شاید یکی از دیدنی‌ترین فسیل‌ها جا پا برزگ، سه پنجه تولید شده توسط دایناسورها است. دانشمندان دنبال سرنخ‌هایی بوده‌اند که چگونه این حیوانات زندگی می‌کردند. اگرچه اسکلت این دایناسورها را می‌توان بازسازی کرد ولی تنها رد پای فسیل شده آن‌ها می‌تواند تعیین کند که آن‌ها چگونه می‌ایستادند و چگونه راه می‌رفتند. همچنین آن‌ها می‌توانند راه رفتن دقیق آن‌ها را بیان کنند و این که چه گام‌های بلندی برمی‌داشتند؛ و کدام اندام زمین را لمس می‌کرد.
با این حال بسیاری از فسیل‌ها کمتر آشکار هستند مانند پیاده‌روی ساخته شده توسط نماتودها یا کرم‌های سگمنتال.

## Paleonvironment
ردپای دایناسور در پایین سازند Moenave در مزرعه جانسون وجود دارد اگرچه سخت است شناسایی این گونه خاص حیوانی، اما ردپاهای آن‌ها می‌توانند اطلاعات ارزشمندی از جمله ارائه سرعت، وزن، رفتار و ارگانیسم‌های سازنده آن‌ها را به ما بدهند.
چنین فسیل‌هایی زمانی شکل می‌گیرند که دوزیستان، خزندگان، پستانداران، پرندگان درسرتاسر گل یاشن ماسه نرم مرطوب راه می‌روند و بعداً به اندازه کافی سخت می‌شوند.
حتی برخی از فسیل‌ها می‌توانند ارائه جزئیات چگونگی مرطوب بودن شن و ماسه را بدهند.
مجموعه فسیل‌هایی نیز در عمق آب رخ می‌دهند که می‌توانند منعکس‌کننده شوری و کدورت ستون آب باشند.

## ارتباط چینه‌شناسی
برخی از فسیل‌ها می‌توانند به عنوان فسیل‌های شاخص محلی استفاده شوند.
پایه دوره کامبرین ظاهراً برای اولین بار توسط ردیابی فسیلی pedum Treptichnus تعریف شده است.
فسیل‌ها بیشتر به عنوان یک ابزار به نظر می‌رسند قبل از ارگانیسم‌ها و بیشتر برای گسترش محدوده چینی‌شناسی هستند.

## Ichnofacies
ردیابی فسیل‌ها به صورت تصادفی نیستند. بلکه آن‌ها در طیف وسیعی در انجمن‌های محیطی و براساس ارگانیسم‌های سازندهٔ آن‌ها دسته‌بندی می‌شوند. پیشگام مفهوم ichnofacies، پالنتولوژیست به نام آدولف سیلچر است که در آن فسیل را با استفاده از سیستم‌های رسوب و زمان رسوب طبقه‌بندی می‌کردند.

## Inherent Bias
بیشتر فسیل‌ها از رسوب‌های دریایی هستند. اساساً دو نوع آثار رسوبی را می‌توان در آن‌ها یافت که یکی آن‌ها هستند که به صورت exogenic و بر روی سطوح رسوب هستند و دیگری endogenic که در لایه‌های ساخته شده در رسوب وجود دارند.
مسیرهای پیاده‌روی سطح در رسوب در محیط‌های کم عمق دریایی کمتر شانس فسیله شدن را دارند چرا که موج و عمل آن‌ها باعث از بین رفتن آثار آن‌ها می‌شود؛ ولی در محیط‌های ساکت و آرام و در اعماق آب تمایل مطلوب تری برای حفظ ساختار ردیابی خوب وجود دارد.
بیشتر فسیل‌ها معمولاً به آسانی و با پدیده‌های مشابه در محیط‌های مدرن شناخته می‌شوند با این حال ساختارهای ساخته شده توسط موجودات زنده در رسوبات اخیر تنها تعداد محدودی از آن‌ها عمدتاً در مناطق ساحلی از جمله آپارتمان‌های جزر و مدی مورد مطالعه قرار می‌گیرند.

## تکامل
گویا ردیابی‌های فسیل‌های پیچیده اولی یا در اوایل شامل ردیابی‌های میکروبیولوژی نمی‌شوند. مانند :Stromatiolites. تاریخ آن‌ها به ۱۸۰۰–۲۰۰۰ میلیون سال قبل برمی گردد؛ و گویا برای آن‌ها بسیار زود بوده است که دارای منشأ حیوانی باشند. محققان فکر می‌کنند که آن‌ها بیشتر تشکیل شده باند از طریق amoedae.
فرض می‌شود که لانه‌های آن‌ها می‌تواند قدمتی ۱٫۱۰۰ میلیون سال داشته باشد و ساخته شده باشد توسط حیواناتی که تغذیه می‌کنند در مناطق‌های عمیق از تشتک‌های میکروبی و به گونه‌ای سپری هستند برای آن‌ها تاآنها را از حوادث ناخوشایند اقیانوس‌ها محافظت کنند. گرچه عرض ناهمواریها و کاهش تدریجی عرض کار منشأهای میکروبی را برای دفاع کردن سخت می‌سازند.
اولین شاهد از گودال‌ها به صورت گسترده پذیرفته شده است در زمان Ediacaran یا دوره rendian یعنی حدود ۵۶۰ میلیون سال قبل.
در طول این دوره ردیابی‌ها و گودال‌ها اساساً افقی هستند یا در زیر سطح کف دریا قرار دارند. اثری که باید توسط موجودات متحرک که احتمالاً bilateran بودند ساخته شده‌اند.
ردیابی‌های مشاهده شده حاکی از رفتار ساده آن‌ها هستند. همچنین موجوداتی که در سطوح بالاتر تغذیه می‌کردند از گودال‌ها برای حفظ خود از شکارچیان استفاده می‌کردند.
برخلاف عقایدی که به صورت گسترده فقط به وجود لانه‌های افقی ختم می‌شود گاه اوقات حرف از لانه‌های عمودی نیز زده می‌شد.
تولید لانه‌های skilithos declinatus گویا در روسیه بوده که به ۳/۵۵۵ میلیون سال قبل برمی گردد ولی هنوز به صورت کامل پیدا نشده‌اند آن‌ها ممکن است توسط فیدر فیلترهای پاینده بر روی مواد مغذی به حالت تعلیق درآمده باشند.
چگالی این لانه تا burrows/dm۲ ۲۴۵ می‌رسد. برخی از فسیل‌های یافت شده به‌طور مستقیم با فسیل بدن همراه است.
Dickinsonia Yorgia اغلب در پایان مسیرهای طولانی در فسیل‌های ردیابی تطبیقی شکل خود را می‌یابند.
حلزون‌های بالقوه‌ای نیز مرتبط با kimberella که دارای علائم خراش هستند یافت می‌شوند که شاید توسط یک radula تشکیل شده باشند. آثار مربوط به ۵۵۵ میلیون سال پیش پیشتر این عقیده را می‌رساند که خزنده‌ها فعال بودند یا در گودال‌ها به فعالیت می‌پرداختند.
شکل‌های جدیدی از ردیابی‌های فسیل به نظر می‌رسند که شامل لانه‌های عمودی و تمام ردپاهای به جامانده از بند پایان می‌شوند. این نشان دهنده گسترش رپراتور رفتاری در شرایط‌های پیچیده است.
فسیل‌ها یک منبع دارای اطلاعات قابل توجهی از دوره‌ها دارد. چرا که آن‌ها نماینده منبع داده شده هستند. گرچه تخصیص دقیق فسیل‌ها به سازندگان خودشان دشوار است.
گزارشات فسیلی کمیاب نشان می‌دهد تنوع آن‌ها در طول دوره کامبرین به سرعت افزایش پیدا کرده است.
البته این امر کمتر مورد تأیید واقع شده است. گرچه بسیاری از آثار همگرا شده‌اند ولی به‌طور مستقل و مربوط به گروه‌های نامرتبط از موجودات زنده بوده است. فسیل‌های ردیابی همچنین اولین شواهد ما از زندگی حیوانی را در روی زمین ارائه می‌دهند.
اولین تاریخ trackway در بند پایان به دوره کامبرین اردویسین می‌رسد. ماسه سنگ یک بازه می‌دهد تا رفتار این موجودات زنده تعیین شود. فسیل مبهم ردیابی شده climactichnites ممکن است یک ردیابی گذشته باشد و شاید ساخته شده توسط حلزون و حرکت کردن یک ارگانیسم باشد.

## Asteriacites
این نام به پنج دسته یا ردیف فسیل موجود در سنگ و محل استراحت ستاره‌ها دریایی در کف دریا اشاره می‌شود Asteriacites در سنگ‌های اروپایی و آمریکایی و از دوره اردویسین به بعد و در سنگ‌های دوره ژوراسیک المان متعدد پیدا می‌شوند. آن‌ها به خصوص در رسوباتی هستند که در محیط‌های کم اکسیژنه نهشته شده‌اند.

## Climactichnites
این نام به track wayهایی داده می‌شود که بیشتر به صورت لانه‌ای شکل بوده و شامل یک سری از شورون شکل و میله‌های متقاطع که در هر دو طرف توسط یک خط الرأس موازی کنار هم قرار گرفته‌اند. آن‌ها نسبتاً بزرگتر هستند و توسط بی مهرگان ساخته شده‌اند؛ و بیشتر به خاطر جزر و مد و در دوره کامبرین تشکیل می‌شوند. هویت حیواناتی که آن‌ها را تشکیل داده‌اند هنوز هم حدسی است. ممکن است آن‌ها توسط حلزون تشکیل شده باشند.

## Cruziana
علائم ردیابی حفاری شده در کف دریا که دارای یک ساختار دولوبی و یک شیار مرکزی می‌باشند، لوب آن‌ها اغلب ساخته شده توسط پاهای ارگانیسم حفاری تحت پوشش و معمولاً از بندپایان و خرچنگ‌ها هستند.
بیشتر در رسوبات دریایی تشکیل شده و متعلق به دوران پالئوزوئیک هستند در سنگ‌های دوره کامبرین و اردویسین نیز شابع بوده؛ و بیش از %۳۰ آن‌ها شناسایی شده است.

## Entibia
تولید اسفنج‌هایی می‌کند که شامل گالرهای کاوش باستان‌شناسی در بستر کربنات است و اغلب دارای اتاق‌های متورم با اتصال کانالی است.

## Gastrochaenolites
گودال‌هایی که در لایه‌های سخت آهکی تولید شده و معمولاً توسط صدف تشکیل می‌شوند.

## Petroxextes
خسته کننده‌های شیار سطحی است که تولید می‌شوند توسط صدف‌ها در بسترهای سخت کربنات.

## Protichnites
شامل دو ردیف از شیارها و خط‌هایی بین این دو ردیف است. بیشتر بر این باور بودند که توسط زائده‌های پیاده‌روی بند پایان تشکیل شده‌اند. ساختار آن‌ها بیشتر حاصل جزر و مدی دریا و در دوران پالئوزوئیک ساخته شده‌اند.

## Rhizocorallium
یک نوع از گودال‌هایی است که به‌طور معمول در عرض ۱۰ درجه از رسوبات ساخته می‌شوند. این لانه‌ها می‌توانند بسیار بزرگ باشند حتی بیش از یک متر که این نشان دهنده حفظ خوب آنهاست. به عنوان مثال سنگ‌های ژوراسیک حاصل از ساحل ایالت یورکشایر انگلستان، اما عرض آن‌ها معمولاً فقط ۲ سانتی‌متر است و اندازه موجودات تولید شده نیز محدود است. احتمال می‌رود که بیشتر رسوبات مواد غذایی است.

## Rogerella
آنها به شکل کیسه‌های کوچک با دیافراگم شکاف مانند هستند که توسط بارنکلها acrothoracican barnacle ساخته شده‌اند.

## Rusophycus
آثار استراحت ردیابی‌ها هستند؛ و تولید شده توسط trilobites و بند پایان دیگر مانند خرچنگ‌ها.

## Skolithos
یکی از وقایع شناخته شده از کامبرین فسیل‌های این دوره معروف است به لوله راک در شمال غربی اسکاتلند. این لوله‌های مستقیم احتمالاً توسط برخی از انواع کرم‌ها ساخته شده‌اند. نام داده شده به این گودال‌ها از لوله یا گودال skolithos برداشته شده است؛ که ممکن است دارای ۳۰ سانتی‌متر طول و بین ۲ تا ۴ سانتیمتر قطر داشته باشد. چنین آثاری در سراسر جهان از شن و ماسه و ماسه‌های سنگی ته‌نشین شده در محیط‌های آبی کم عمق و از دوره کامبرین به بعد شناخته می‌شوند.

## Talassinoides
لانه‌های موازی به صورت سطح ملافه‌ای که در سنگ‌ها تشکیل می‌شود و در سراسر جهان بعد از دوران ژوراسیک به وفور یافت می‌شود. آن‌ها بارها و بارها منشعب شده‌اند. در حال حاضر تورم جزئی در اتصالات لوله‌ای دارند. لانه‌های آن‌ها استوانه‌ای هستند و قطر آن‌ها از ۲ تا ۵ سانتیمتر متفاوت است. گاهی اوقات علائمی مانند خراش، مدفوع یا بدن سخت پوستان در آن‌ها مشاهده می‌شود.

## Teichichnus
دارای یک فرم مشخص تولید شده توسط انباشته‌های نازک رسوبات است، که در بالای یکدیگری قرار می‌گیرند. آن‌ها گویا در ارتفاعات مختلفی شکل می‌گیرند و پیشروی منطقه‌ای آن‌ها کمتر است. این لایه‌های نازک رسوبی یا زبانه‌های رسوبی کاملاً گمراه‌کننده هستند؛ و شاید منعکس‌کننده یک محیط فقیر از مواد مغذی باشند؛ و تلاش حیوانات برای بدست آوردن منطقه‌ای با پوشش منطقه‌ای بیشتر باشد.

## Trypanites
گودال‌ها یا لانه‌های استوانه‌ای شکل در بسترهای آهکی مانند که دارای آهک و کربنات کشیده شده هستند، و معمولاً از کرم‌های مختلف نیز تشکیل می‌شوند.
سایر فسیل‌های ردیابی قابل توجه:
اینها ابهام کمتری نسبت به ichnogenera بالا دارند و اغلب ردیابی‌های پشت آن‌ها توسط بی مهرگان مانند Hibbertopterus، یک غول به اسم «دریا عقرب» یا eurypterid تشکیل شده‌اند و از اوایل دوران پالئوزوئیک باقی‌مانده‌اند. این بندپایان دریایی تولید یک مسیر hibbertopteriod دیدنی و جذاب در اسکاتلند کرده‌اند.
Bioerosion از طریق زمان، ثبت باشکوهی از لانه‌ها، scratching: gnawings، خزندگان بر روی بسترهای سخت کرده است. این فسیل‌ها معمولاً به macroboringها تقسیم می‌شوند.
شدت Bioerosion و تنوع آن‌ها توسط دو رویداد نشانه گذاری می‌شود: یکی که به نام انقلاب پیرسون اردویسین و دیگری مرتبط می‌باشد با ژوراسیک.
از قدیمی‌ترین انواع tetrapod که دارای دم، پا هستند به قدت دوره دونین دوم بر می‌گردند. این برداشت از مهره داران در ایرلند، اسکاتلند، پنسیلوانیا و استرالیا یافت می‌شوند.
مهم‌ترین ردیابی فسیل‌های انسانی هستند. Laetoli (تانزانیا) که شامل ردپاهای حک شده در خاکستر آتشفشانی هستند که دارای ۷/۳ میلی‌متر بودند و متعلق به چند میلیون سال پیش بودند؛ که احتمالاً متعلق به اوایل Australopithecus بوده.
سردرگمی با انواع دیگر از فسیل‌ها:
Asteriacites (دریا ستاره ردیابی فسیلی) از دونین و از شمال شرق اوهایو هستند. آن‌ها در ابتدا به عنوان یک قالب خارجی بدن به نظر می‌رسند اما اشعه‌ها نشان می‌دهد که از انباشت رسوبات به وجود آمده است.
برای مثال Ediacara biota در ابتدا تشکیل شده‌اند از قطعات موجودات زنده در رسوبات؛ و آن‌ها می‌توانند جزئیات‌های گوناگونی داشته باشند.
در اوایل paleobotanisis ناشناخته ماندند یک عرض متنوعی از ساختارها که گیاهی در سنگهای رسوبی. گرچه حتی در طول اولین دهه از مطالعه ichnology برخی از فسیل‌ها و ردپاهای حیوانات و لانه‌ها به رسمیت شناخته شده‌اند. مطالعات انجام شده در سال ۱۸۸۰ توسط آقای نازروس و جوزف جیمز که به مقایسه فوسیدهای مدرن پرداخته بود به صورت آشکارا روشن که بسیاری از نمونه‌های فوسیدها حاصل از فسیل‌های مسیرهای پیاده‌روی حیوانات و لانه‌ها بودند. فوسیدهایی که فسیلی کامل و بدون نقص و سالم باشند بسیار نادر است.
Presudofossils که فسیل‌های واقعی و سالم نیستند نباید با ichnofossil که نشانه‌های واقعی از زندگی ماقبل تاریخی هستند اشتباه گرفته شوند.

## نگارخانه

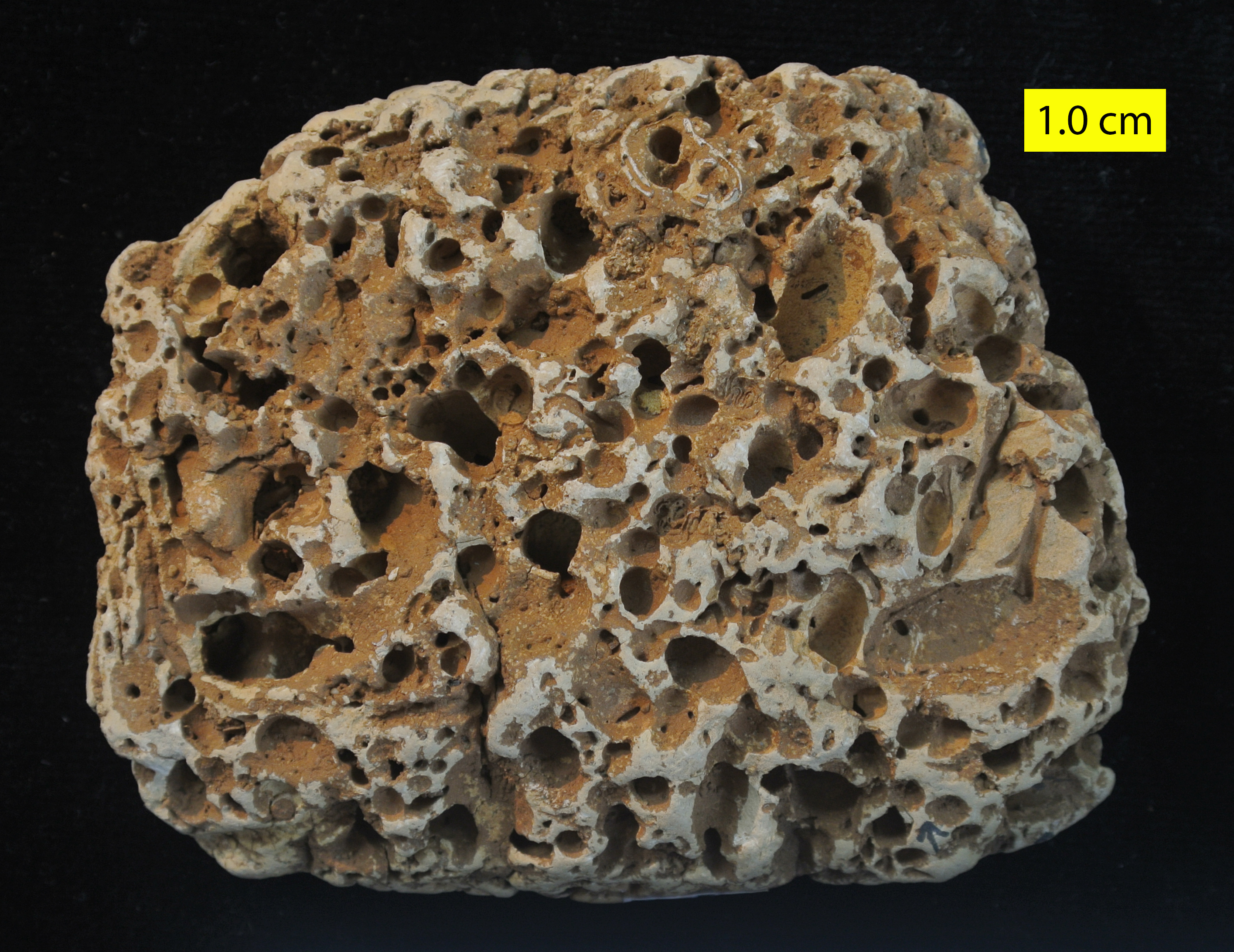
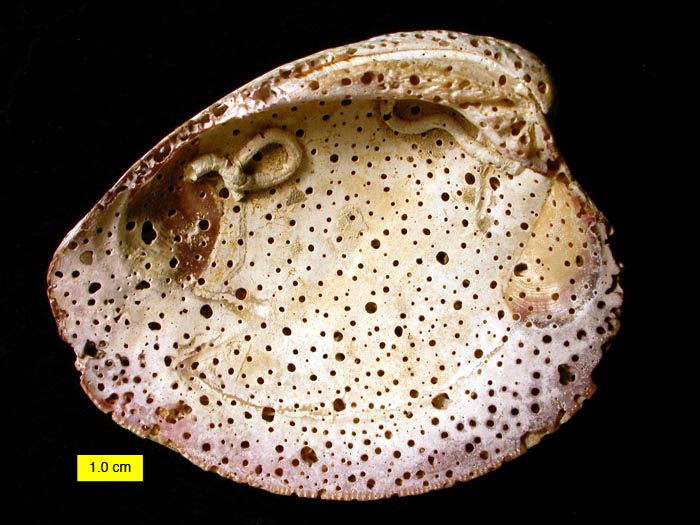
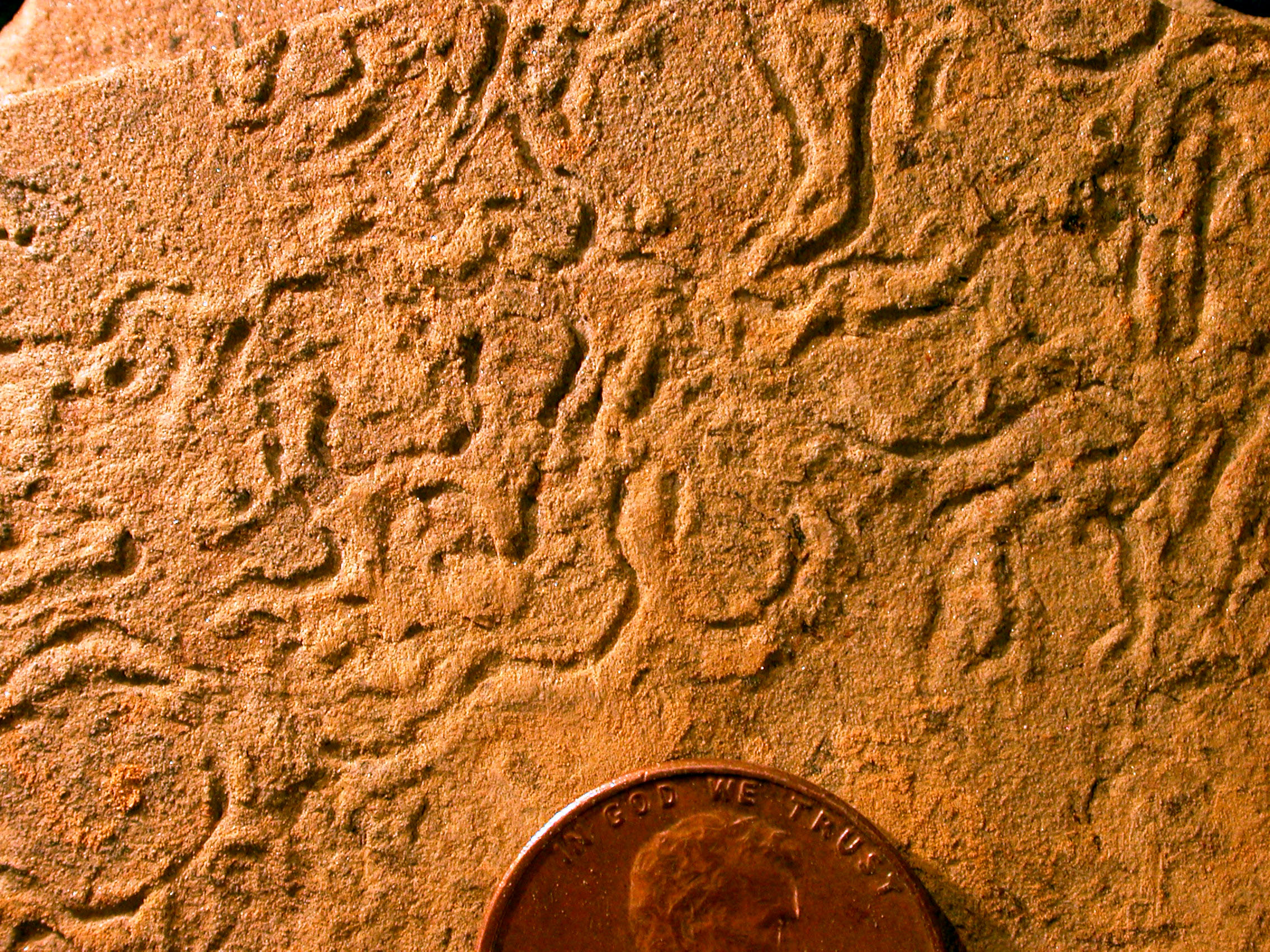
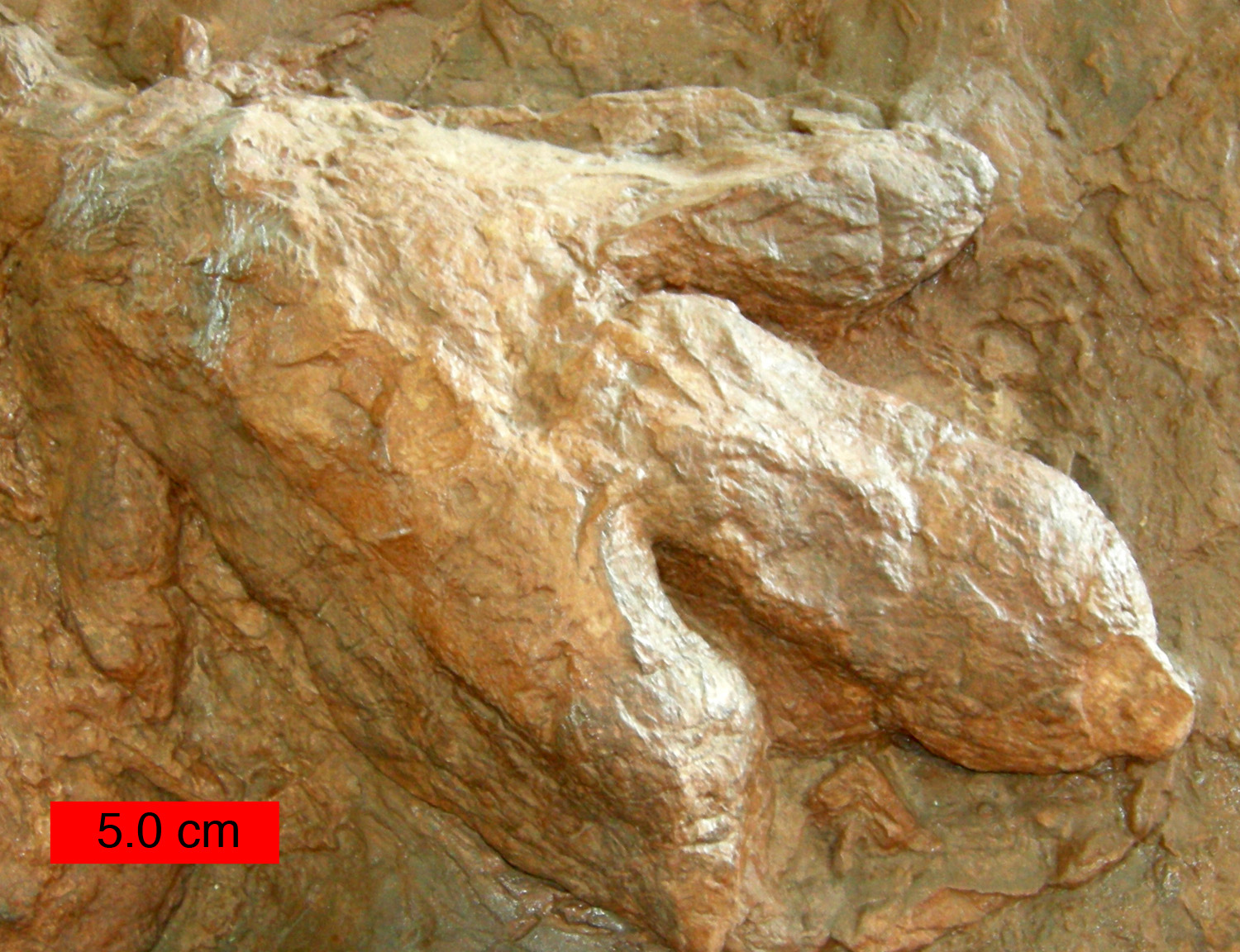
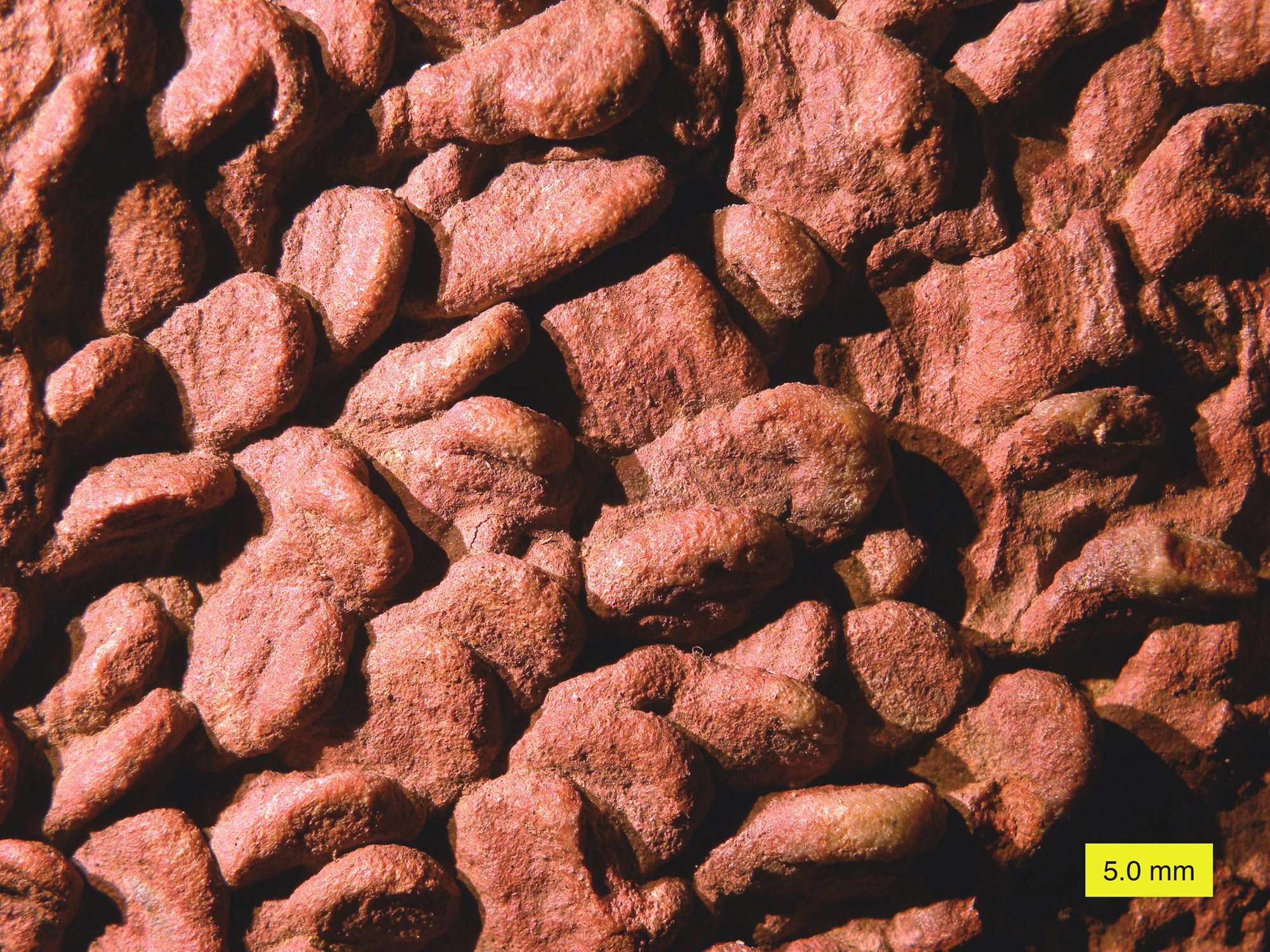
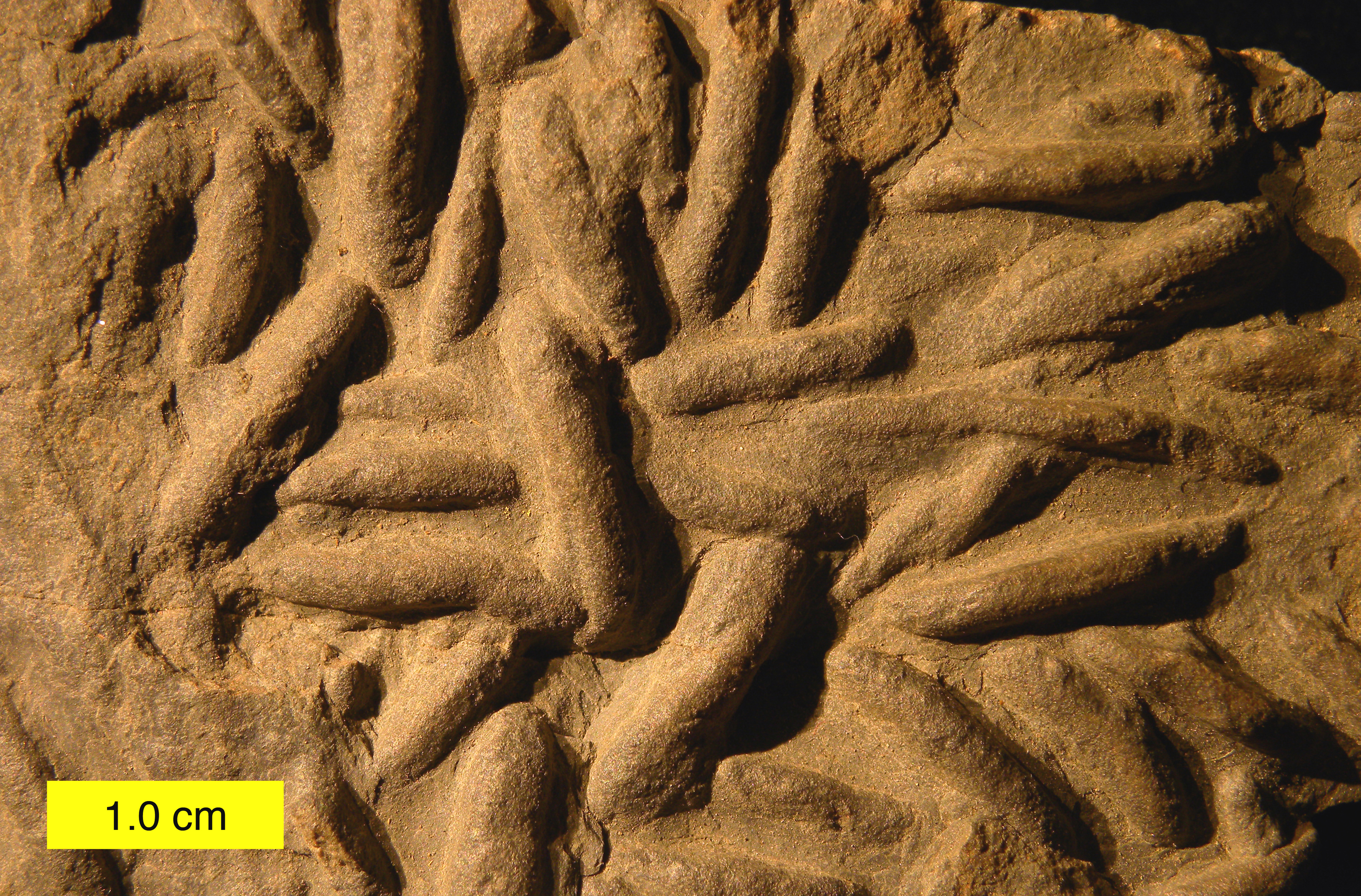